# Sân vận động Los Cármenes mới
Sân vận động Los Cármenes mới (phát âm tiếng Tây Ban Nha: [los ˈkaɾmenes]) là một sân vận động đa năng ở Granada, Tây Ban Nha. Hiện được sử dụng chủ yếu cho các trận đấu bóng đá, sân có sức chứa 19.336 người, và được xây dựng vào năm 1995 để làm sân nhà của Granada CF, câu lạc bộ bóng đá chính của thành phố.

## Lịch sử
Sân vận động nằm ở Zaidín, ngoại ô phía nam thành phố Granada. Nó được kết nối rất thuận tiện với đường cao tốc Circunvalación và với Camino de Ronda, một trong những đường phố quan trọng nhất của thành phố. Nó được xây dựng bên cạnh Palacio City de Deportes de Granada.
Sân vận động mở cửa vào ngày 16 tháng 5 năm 1995. Ngày 6 tháng 6 năm 1995, Real Madrid và Bayer Leverkusen thi đấu trận đầu tiên tại sân vận động mới. Real Madrid giành chiến thắng với tỷ số chung cuộc 1–0, Peter Dubovský ghi bàn thắng.
Trận đấu chính thức đầu tiên là trận đấu giữa U21 Tây Ban Nha và Armenia. Kết quả chung cuộc là 4–0, với các bàn thắng được ghi bởi Óscar, Roberto, Morales và Raúl.
Granada CF chơi trận đầu tiên vào ngày 22 tháng 8 trong lễ kỷ niệm XXIII Granada Trophy khi họ đánh bại Real Betis với tỷ số 4–1. Sau khi Granada CF thăng hạng La Liga vào năm 2019, sân vận động đã được cải tạo: cải tiến về chất lượng ánh sáng và mặt sân, thay đổi về mặt thẩm mỹ trên khán đài và mở một cửa hàng mới cho người hâm mộ.